# Utricularia blanchetii
Utricularia blanchetii är en tätörtsväxtart som beskrevs av A. Dc.. Utricularia blanchetii ingår i släktet bläddror, och familjen tätörtsväxter. Inga underarter finns listade i Catalogue of Life.

## Bildgalleri

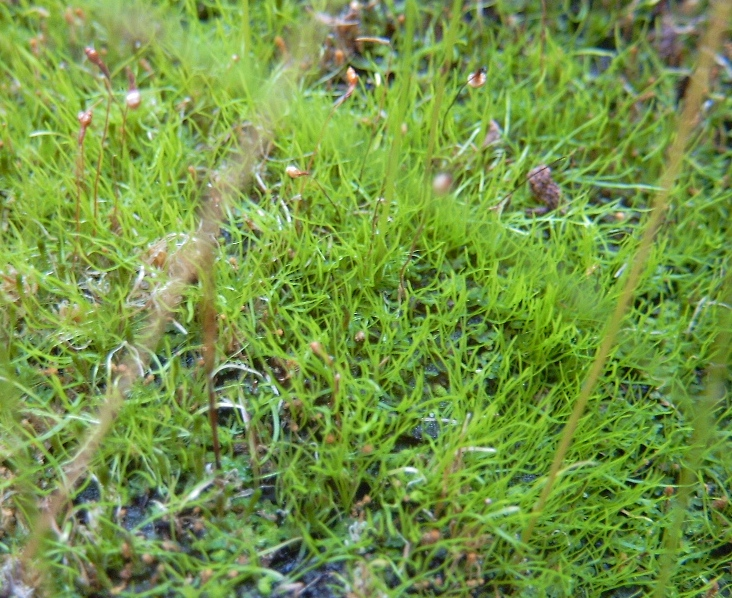
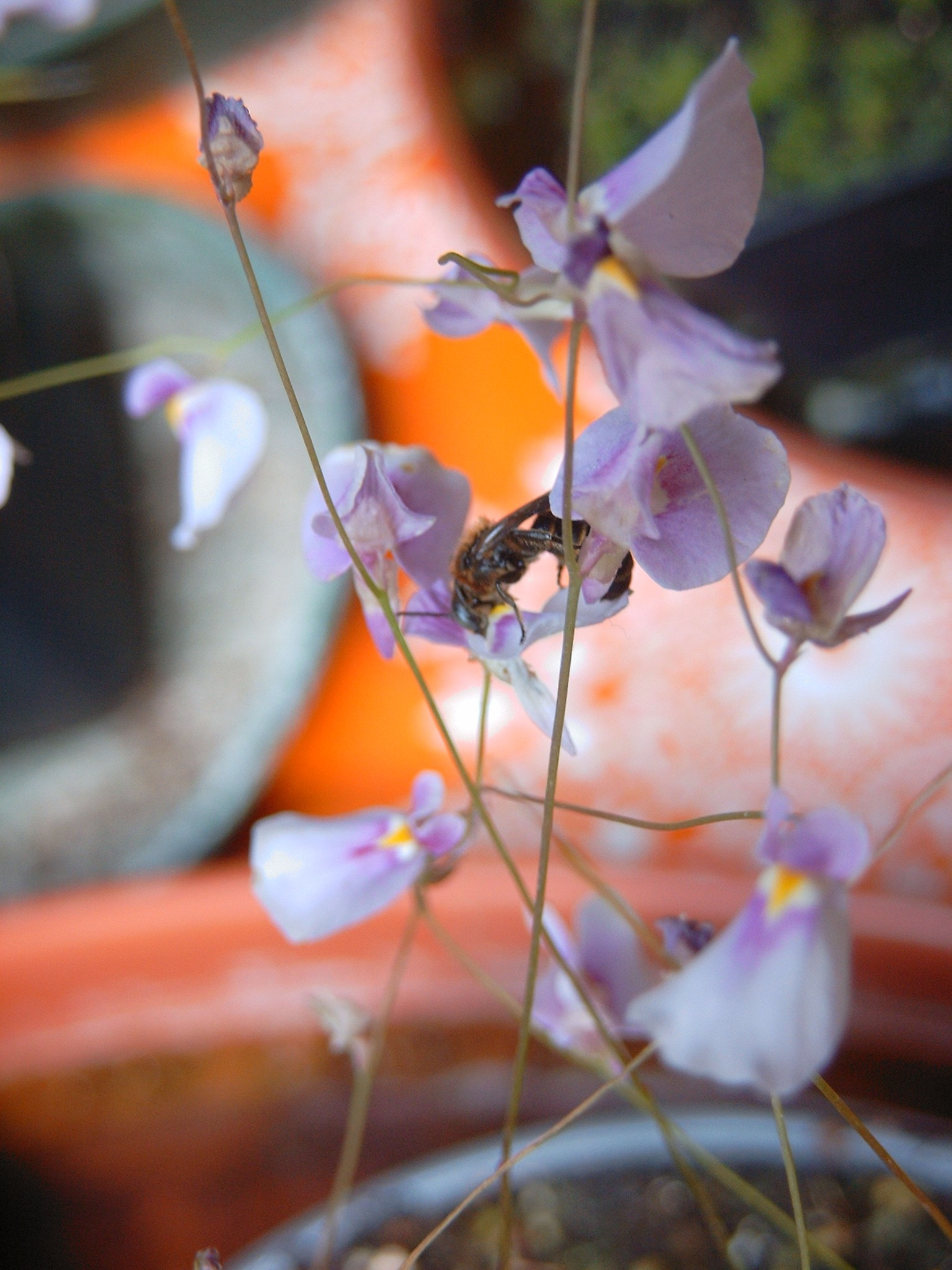
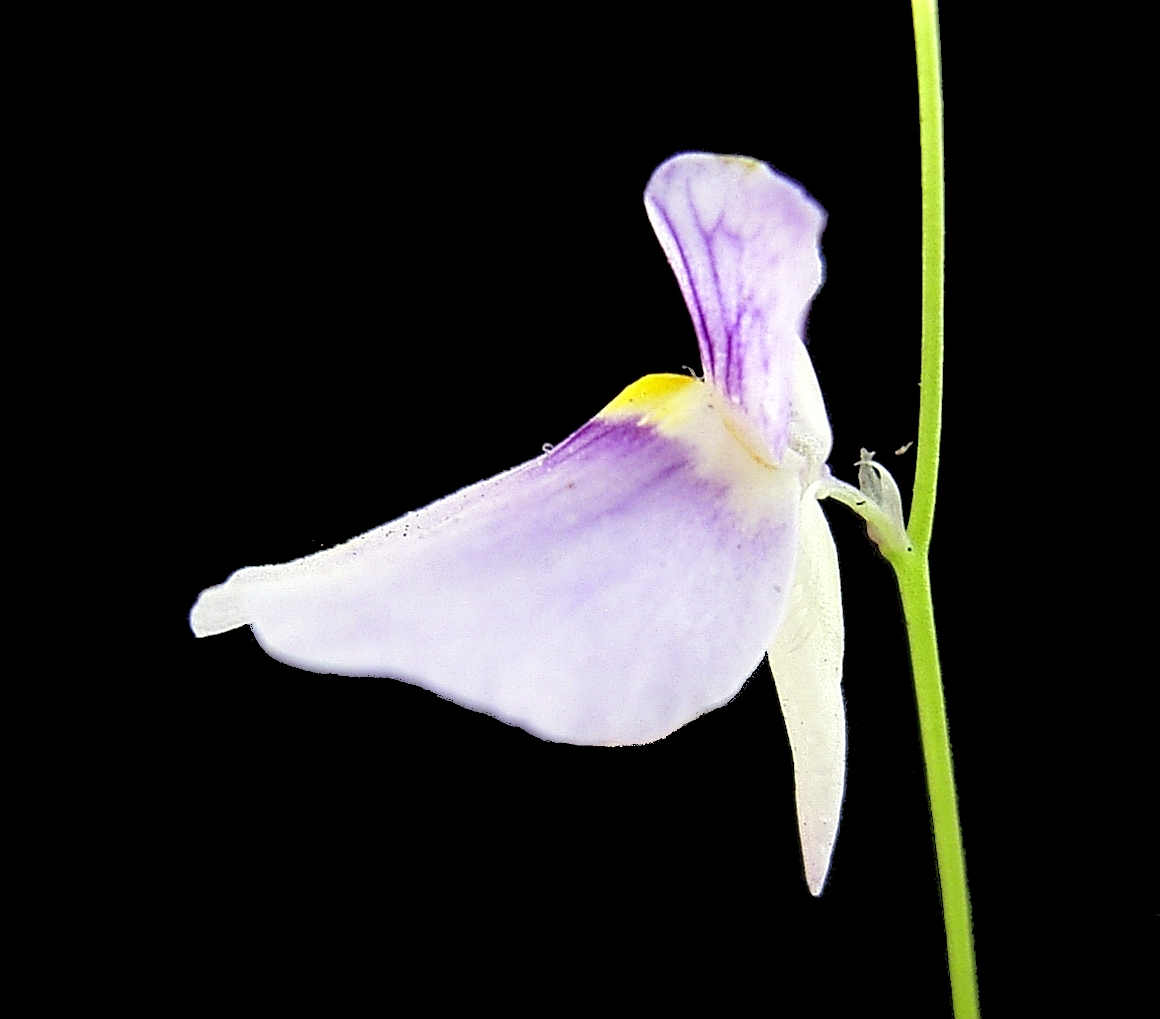
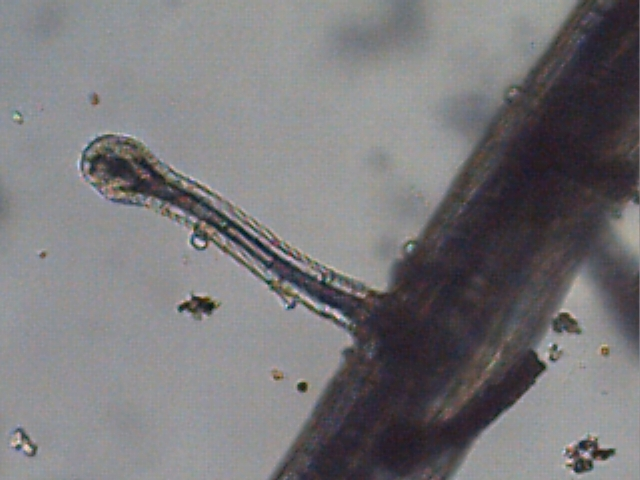
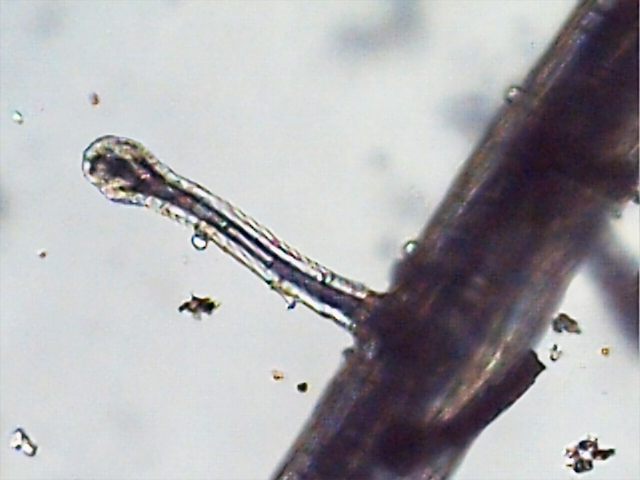
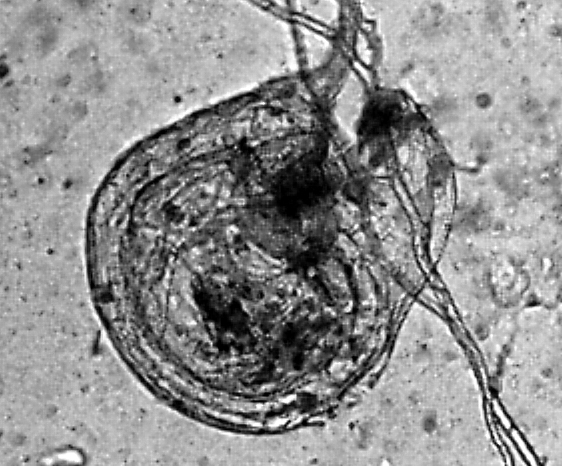